# Ángel de Portugal

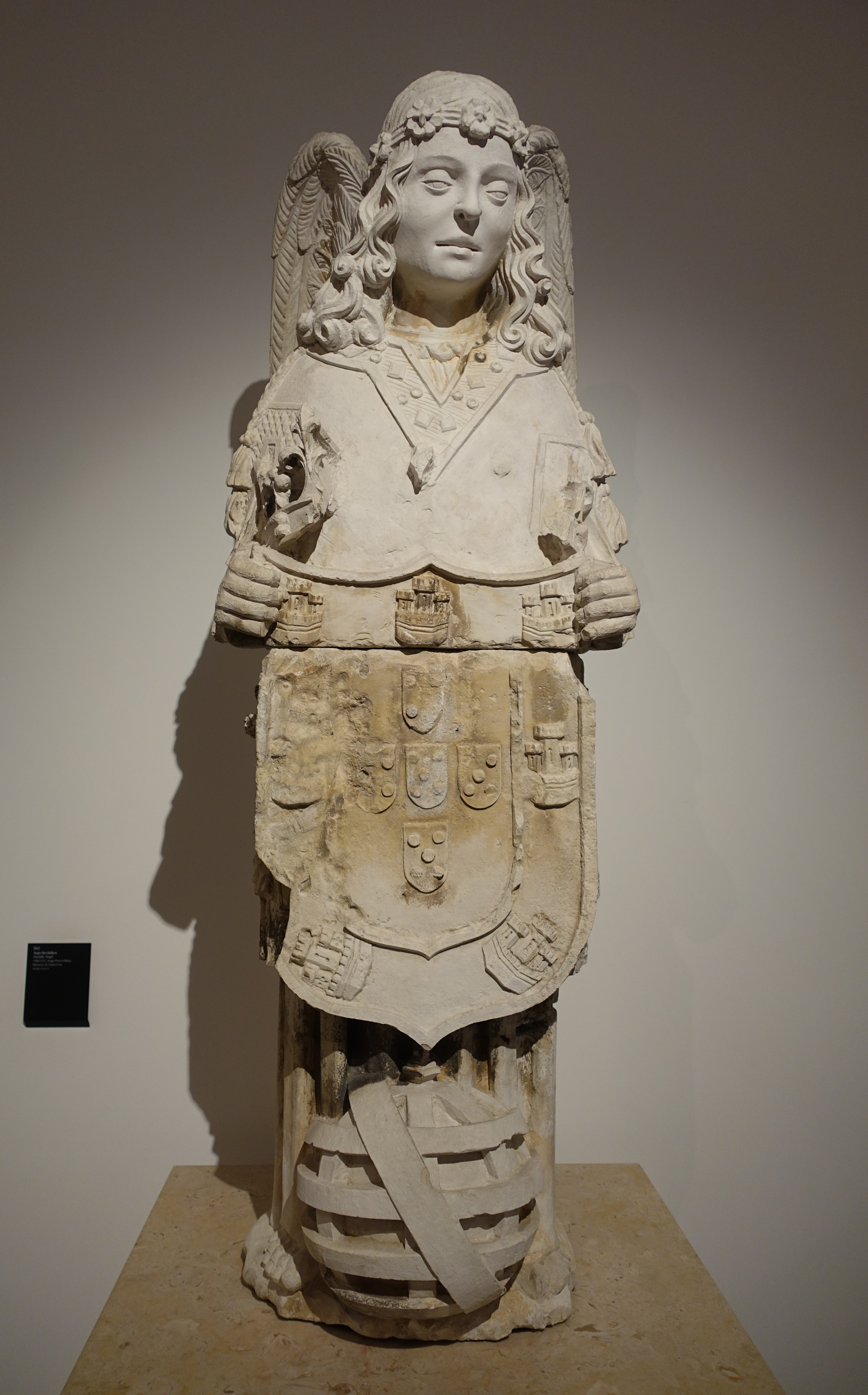
Ángel heráldico del Monasterio de Santa Cruz (Mosteiro de Santa Cruz), por Diego Pires-o-Moco, 1500-1525. Museo Nacional de Machado de Castro - Coimbra, Portugal

El Ángel de Portugal (en portugués: Anjo de Portugal), también conocido como Ángel Custodio de Portugal (Anjo da Guarda de Portugal), Santo Ángel Custodio de Portugal (Santo Anjo da Guarda de Portugal), Ángel Custodio (Anjo Custódio) o Ángel de la Paz (Anjo da Paz) es celebrado como el ángel de la guarda de Portugal. Es el único "ángel nacional" reconocido como tal. Portugal celebra la Fiesta del Ángel de Portugal el 10 de junio.

## Historia
El muro este de la capilla del Monasterio de Batalha, cuya construcción se inició en 1386, tenía un altar dedicado al Ángel de la guarda de Portugal. En 1504, por petición del rey Manuel I de Portugal, el Papa Julio II creó la fiesta del Ángel Custodio del Reino (Anjo Custódio do Reino).
El culto al Ángel de la Guarda de Portugal declinó considerablemente después del siglo XVII y fue restablecido oficialmente en 1952, siendo su fiesta insertada en el calendario litúrgico portugués por Pío XII.
Lucía dos Santos y sus primos Francisco y Jacinta Marto, los tres niños que afirmaron en 1917 haber experimentado una serie de apariciones marianas en los eventos de la Virgen de Fátima, afirmaron que el ángel se les había aparecido tres veces en 1916, y se identificó como el "Ángel de la Paz".
El Ángel de Portugal ha sido identificado en ocasiones como San Miguel.